# Morecambe Football Club
O Morecambe Football Club, mais conhecido como Morecambe, é um clube de futebol inglês sediado em Morecambe, Lancashire. Fundado em 7 de maio de 1920, manda seus jogos no Mazuma Stadium e disputa a EFL League Two, equivalente à quarta divisão inglesa de futebol.